# Feliks Matusiak
Feliks Matusiak pseud. Zygmunt (ur. 27 marca 1910 w Antoniewie, zm. 22 lutego 1944 w Warszawie) – działacz komunistyczny, dowódca Okręgu Gwardii Ludowej Warszawa-Lewa Podmiejska.
Po ukończeniu szkoły powszechnej w Sochaczewie w 1926 wyjechał do Warszawy, gdzie po odbyciu praktyki stolarskiej i ukończeniu 2-letniej szkoły zawodowej został czeladnikiem stolarskim. Następnie pracował w różnych warsztatach. W 1929 wstąpił do KZMP, a następnie do KPP. W 1929 powołany do służby wojskowej, został skierowany do szkoły podoficerskiej saperów w Modlinie, skąd jednak został usunięty za agitację komunistyczną. Zwolniony ze służby wojskowej w 1933, powrócił do Sochaczewa. Pracował w warsztatach stolarskich i równocześnie prowadził szeroką działalność polityczną w KPP; został członkiem, a później sekretarzem Komitetu Dzielnicowego KPP w Sochaczewie. W 1934 otrzymał pracę w zakładach chemicznych w Chodakowie, ale uznany za niebezpiecznego agitatora, szybko ją utracił. Wkrótce został aresztowany. Zwolniony z braku dowodów, pozostawał pod stałym nadzorem policji, jednak działalności komunistycznej nigdy nie przerwał. W 1935 był jednym z organizatorów strajku robotników kolejowych w Sochaczewie i robotników sezonowych zatrudnionych przy wykopie kanału na rzece Łasicy. Latem 1937 był współorganizatorem strajku chłopskiego w powiecie sochaczewskim. Był czynny w KPP do jej rozwiązania.
Jesienią 1939 usiłował przedostać się do ZSRR, ale został ujęty przez Niemców. Po powrocie do Sochaczewa wkrótce nawiązał kontakt, a następnie stałą współpracę z działaczami komunistycznymi, do których należeli m.in. Józefa i Stanisław Obórkowie, Stanisław Piechucki, Franciszek Funtowicz, Jan Wojda, Władysław Szymański i inni. Od jesieni 1941 działacz Związku Walki Wyzwoleńczej, organizator komórek tej organizacji i kolporter jej prasy. W styczniu 1942 wstąpił do Polskiej Partii Robotniczej. Wszedł w skład Komitetu Powiatowego PPR w Sochaczewie, a niedługo potem został jego sekretarzem. Zakładał komórki PPR i placówki GL w powiatach sochaczewskim i łowickim, później także w skierniewickim. W połowie 1942 z jego inicjatywy GL rozpoczęła działania dywersyjne na liniach kolejowych, wykolejając pociągi i wysadzając transporty. W nocy z 7 na 8 lutego 1943 uczestniczył w akcji wykolejenia wiozącego działa i samochody na front wschodni pociągu pod Sochaczewem, między Piasecznicą a Szymanowem. 14 stycznia 1943 otrzymał pochwałę II stopnia, a 15 lutego pochwałę I stopnia i awans na oficera. Latem 1943 został zastępcą dowódcy zgrupowania partyzanckiego i członkiem Sztabu Okręgu GL Warszawa-Lewa Podmiejska (od 15 lipca w stopniu porucznika). Od jesieni 1943 członek egzekutywy Komitetu Okręgowego PPR i dowódca Okręgu GL Warszawa-Lewa Podmiejska. 25 września 1943 otrzymał powtórnie pochwałę II stopnia i awans na kapitana. Po powstaniu KRN i AL uczestniczył w pracach przygotowawczych do konferencji mającej powołać konspiracyjną warszawską Wojewódzką Radę Narodową. 20 stycznia 1944 został aresztowany w Pruszkowie. Został przewieziony na Pawiak, gdzie miesiąc później został stracony.
Pośmiertnie odznaczony Orderem Krzyża Grunwaldu III klasy.
W Sochaczewie jedną z ulic nazwano jego imieniem, od 1990 jest to ulica Gawłowska. Jego imię od 1965 do 1991 nosiła również szkoła podstawowa numer 3. Obecnie nosi ona imię Bolesława Krzywoustego..